# Maipú (Schiff, 1951)
Die Maipú war ein argentinisches Passagierschiff, das im Herbst 1951 vor Wangerooge sank.

## Geschichte
Die Maipú wurde im Auftrag der argentinischen Staatsreederei „Dodero“ bei der Koninklijke Maatschappij „De Schelde“ in Vlissingen erbaut (Baunummer 267). Die Baukosten beliefen sich auf 26 Millionen Gulden. Sie war das zweite einer Serie von Schiffen für die argentinische Staatsreederei. Die Kiellegung erfolgte im Oktober 1949, der Stapellauf am 20. Januar 1951.
Am 25. Juni 1951 begab sich die Maipú auf ihre Jungfernreise, die von Hamburg u. a. über Bilbao, Vigo und Lissabon nach Buenos Aires führte. Nach ihrem Schwesterschiff Yapeyú war sie erst das zweite größere Passagierschiff, das nach dem Zweiten Weltkrieg im Hamburger Hafen festmachte. Anfang September 1951 lief das Schiff erneut Hamburg an.

### Untergang
Am 4. November 1951 wurde die Maipú auf ihrer Fahrt nach Hamburg um 7:32 Uhr morgens im Nebel sieben Seemeilen nördlich der Insel Wangerooge von dem amerikanischen Truppentransporter General M. L. Hersey gerammt. (Position 53° 54′ 42″ N, 7° 52′ 30″ O) Das Schiff sank innerhalb von drei Stunden. Die 158-köpfige Besatzung und 80 Passagiere konnten sich in die Boote retten. Unter den Passagieren befanden sich 38 Frauen und acht Kinder unter zehn Jahren. An der Rettungsaktion beteiligten sich sieben Schiffe, zu denen die beiden Hochseeschlepper Seebär und Seefalke gehörten. Ein Teil der Schiffbrüchigen wurde von der General M. L. Hersey aufgenommen. Erst mehr als drei Stunden nach der Havariere wurde das letzte Rettungsboot im Nebel entdeckt. Ein Versuch die bereits menschenleere Maipú in seichtere Gewässer zu schleppen, scheiterte, da das Schiff schon zu große Schlagseite hatte. Insgesamt hatte die Maipú nur vier Atlantiküberquerungen unternommen.
Nach dem Untergang stellte das in rund 25 Meter Tiefe liegende Wrack der Maipú ein Schifffahrtshindernis dar. 1955 war das Passagierschiff bereits rund vier Meter in den Mahlsand eingesunken. Nachdem die Erlaubnis der argentinischen Regierung eingeholt worden war, wurden große Teile des Wracks im Winter 1964/65 weggesprengt. Reste des Schiffes befinden sich aber noch heute auf dem Grund der Nordsee.

## Beschreibung
Die Maipú war als Auswanderschiff konzipiert und konnte bis zu 729 Passagiere in der Touristenklasse aufnehmen. In einer kleinen ersten Klasse konnten lediglich 13 Fahrgäste untergebracht werden. Außerdem waren Laderäume für den Transport von Schütt- und Stückgütern sowie Laderäume für den Transport von Kühlladungen wie Fleisch und Obst vorhanden. Die Laderäume befanden sich im vorderen und hinteren Bereich des Schiffes. Hier waren mehrere Ladebäume für den Ladungsumschlag installiert.
Angetrieben wurde das Schiff von zwei Zweitakt-Zehnzylinder-Dieselmotoren von Werkspoor-Sulzer, die auf zwei Propeller wirkten. Das Schiff erreichte eine Geschwindigkeit von 18 Knoten. 